# Талып спорты
Футбольный клуб «Талып спорты» (туркм. Talyp sporty; «Студенческий спорт») — туркменский профессиональный футбольный клуб из Ашхабада, команда Национального института спорта и туризма. Существовал в 2007-2014 годах, 7 сезонов клуб выступал на чемпионате Туркменистана на стадионе «Копетдаг».

## История
Высшие достижения: 4-е место на чемпионате Туркменистана-2007 и выход в полуфиналы Кубка Туркменистана 2008 и 2010 годов.
Клуб был принят в коллективные члены Федерации футбола Туркменистана в 2010 году. В сезонах-2010 и 2013 команда занимала последнее место в турнирной таблице. В 2015 году клуб прекратил своё существование.